# Сентег (присілок)
Сенте́г (рос. Сентег) — присілок (колишнє селище) в Зав'яловському районі Удмуртії, Росія.
Населення — 32 особи (2010; 46 в 2002).
Національний склад станом на 2002 рік:
- росіяни — 65 %
- удмурти — 29 %

Урбаноніми:
- вулиці — Залізнична, Зелена, Пісочна, Центральна
- провулки — Підлісний

## Відомі люди
В селі народився Шаврін Олег Іванович — інженер-механік, доктор технічних наук, професор, дійсний член АТН Росії, Заслужений діяч науки Удмуртської АРСР, Заслужений діяч науки і техніки Росії.